# فندی
فندی (به ایتالیایی: Fendi) شرکت ایتالیایی فعال در زمینه طراحی و تولید لباس و کالاهای لوکس است. این شرکت در سال ۱۹۲۵ توسط ادواردو و ادله فندی تأسیس شد.
در حال حاضر، شرکت فرانسوی ال و ام هاش مالک برند فندی محسوب هستند. مشهورترین محصول شرکت فندی، کیف‌های دستی «باگتی» آن، می‌باشد.
.

## همکاری فندی ولاگرفلد
در نیمه دوم دهه ۱۹۵۰ داشتن یک لباس خز رؤیای محبوب بسیاری از زنان بود و البته این رؤیا بسیار به نفع فندی بود اما پس از تغییرات اجتماعی در دهه‌های ۱۹۶۰ و ۱۹۷۰ این علاقه تغییراتی پیدا کرد که چندان برای فندی باب میل نبود. کارل لاگرفلد یکی از طراحان آلمانی صاحب نام در صنعت مد می‌باشد که در ابتدا در سال ۱۹۶۵ خواهران فندی متوجه این طراح جوان و با استعداد شدند. پیوستن کارل لاگرفلد سرآغاز موفقیت‌های بزرگ این برند شد. گویا ورود کارل به مجموعه، راه و دنیای جدیدی را در طراحی‌های این شرکت بزرگ باز کرد. طراحی لوگوی امروزی این برند (که به شکل دو F که یکی از آن‌ها به شکل معمولی و دیگری به شکل برعکس این حرف است) نیز توسط این طراح بزرگ انجام شده‌است. در همین سال فندی اولین مجموعه لباس زنانه خود که با خز مزین شده بود را طراحی و معرفی کرد. طراحی این مجموعه توسط لگرفلد انجام شد و این طرح‌ها توسط خریداران خارجی با استقبال بسیاری خوبی رو به رو شدند. شرکت فندی همیشه بخاطر توجه و مراقبت در استفاده از مواد اولیه با کیفیت و انتخاب بهترین جنس‌ها در تولید محصولات خود مشهور بوده‌است.